# Nové Hvězdlice (zámek)
Nové Hvězdlice je zámek, nacházející se ve vsi Nové Hvězdlice, části městysu Hvězdlice, okres Vyškov. Dvoukřídlý jednopatrový barokní zámek byl vybudován v roce 1712. Zámek a okolní hospodářské budovy jsou chráněny jako kulturní památka.

## Historie a popis
Zámek nechali vystavět roku 1712 majitelé Hvězdlic, brněnští augustiniáni od sv. Tomáše, jako svoje letní sídlo. Autorem projektu byl italský architekt Giovanni Pietro Tencalla. V třicátých letech 20. století byl na zámku zřízen ústav slepců. V současnosti slouží jako domov pro seniory „Hvězda“.
Zámek Nové Hvězdlice stojí ve východní části vsi Nové Hvězdlice. Je to dvojkřídlá jednopatrová dvoutraktová budova, k níž přiléhá hospodářský dvůr a zahrada. Fasády jsou hladké, rozdělené lizénami se vpadlými výplněmi. Okna jsou završena šambránami, v patře segmentovými. Ve východním, uličním průčelí je posazen mírně vyosený portál se segmentovým záklenkem. Pilastrové orámování zakončuje prolomený segmentový štít, v němž je posazena kartuš se znakem (pravděpodobně) probošta Mikuláše Kederitze a letopočtem 1712. Portál ústí do průjezdu do dvora, zaklenutého valeně.
Místnosti v přízemí mají valenou klenbu s výsečemi, prostory v patře nesou klášterní a neckové klenby s maltovými zrcadlovými rámy.